# ワン・モア・フロム・ザ・ロード
『ワン・モア・フロム・ザ・ロード』（原題：One More from the Road）は、アメリカ合衆国のロック・バンド、レーナード・スキナードが1976年に録音・発表した、キャリア初のライブ・アルバム。1976年7月のアトランタ公演のライブ音源が収録され、2枚組LPとして発売された。

## 背景
エド・キングの後任として加入した新ギタリスト、スティーヴ・ゲインズの初参加アルバムに当たり、本作に収録されたライブの初日に当たる7月7日の公演は、ゲインズ加入後からわずか3度目のライブであった。ロニー・ヴァン・ザントは1976年10月24日付の『ロサンゼルス・タイムズ』に掲載されたインタビューにおいて「俺達はギタリストが3人の編成で、嘘偽りのないライブ・アルバムをすぐに作ろうと決めた」と語っている。本作に収録されたアトランタ公演は3日連続で行われ、プロデューサーのトム・ダウドによれば、バンドとダウドは2日目の公演の終了後にライブ録音を聴き直し、最終日のセットリストはダウドが「この曲はもう一度やってみるべきだ」と判断した曲が重視されたという。
過去4作のアルバムからの11曲、新曲「トラヴェリン・マン」、それに本作が初出のカヴァー2曲から成る。「トラヴェリン・マン」は、ベーシストのレオン・ウィルクソンが初めてソングライターとしてクレジットされた曲で、ウィルクソンによれば、ベースの弦を張り替えた時に曲を思いつき、その後ロニー・ヴァン・ザントが歌っていたフレーズを聴いて、自分の考えたベース・ラインに合うと考え、曲が完成したという。この曲は再結成後のアルバム『トゥエンティ』（1997年）に初のスタジオ・ヴァージョンが収録され、ボーカル・パートの一部は本作に収録されたロニー・ヴァン・ザントの声が流用された。
「T・フォー・テキサス」はジミー・ロジャーズのカヴァーで、エド・キング在籍時からのレパートリーであった。「クロスロード」はロバート・ジョンソンの曲だが、アレンジはクリームのヴァージョンに基づいている。
アレン・コリンズは、本作に収録された「フリー・バード」のギター・ソロに不満を持ち、オリジナルLPでは自分のソロの一部をオーバー・ダビングしたが、この時のマスター・テープは後に紛失し、2001年発売のデラックス・エディション盤では実際のライブ演奏の録音が使用された。

## 反響
アメリカのBillboard 200では9位を記録し、自身2作目の全米トップ10アルバムとなった。全英アルバムチャートでは17位に達し、初の全英トップ20入りを果たした。

## 評価
Stephen Thomas Erlewineはオールミュージックにおいて5点満点中3点を付け「レーナード・スキナードは良いコンサートを行いトラヴェリン・バンドとして名利を得てきたので、4作目のアルバム『ギミー・バック・マイ・ブレッツ』からわずか数か月後に当たる1976年に『ワン・モア・フロム・ザ・ロード』という2枚組ライブ・アルバムを出したことは理にかなっている」と評している。ジョン・ミルワードは1976年11月4日付の『ローリング・ストーン』誌のレビューにおいて、「クロスロード」のカヴァーを「南部のブルース・ロックと鋭利なブリティッシュ・ロックという、レーナード・スキナードの音楽的影響を巧みに封入している」、アルバム全体に関して「極上のギター・ロックを提示している」と評している。また、『ギター・ワールド』誌の編集者Ted Drozdowskiは、「ザ・フーの『ライヴ・アット・リーズ』、オールマン・ブラザーズ・バンドの『フィルモア・イースト・ライヴ』、ジミ・ヘンドリックスの『バンド・オブ・ジプシーズ』、レッド・ツェッペリンの『永遠の詩 (狂熱のライヴ)』と並んで神殿入りに値する、最も偉大なロック・コンサート・アルバムの一つ」「フロリダ州ジャクソンビルから来たならず者バンドの、演奏面でのピークを記録している」と評している。
Michael GallucciはUltimate Classic Rockの企画「Top 10 Lynyrd Skynyrd Songs」において、本作の「フリー・バード」を「もし時間があれば、『ワン・モア・フロム・ザ・ロード』に収録された秀逸な14分のライブ・テイクが、スタジオ・ヴァージョンの代用品となり得る」と評している。

## リイシュー
初期の再発CDは、収録時間の制約から「トラヴェリン・マン」と「T・フォー・テキサス」が外されて12曲入りとなった。1996年の再発CDは2枚組で発売され、オリジナルLPには未収録だった「シンプル・マン」と「ギミー・バック・マイ・ブレッツ」、それに「スウィート・ホーム・アラバマ」の別テイクを加えた17曲入りとなり、曲順も変更された。
2001年に発売されたデラックス・エディション盤は、前述の3トラックに加えて、未発表の別テイク3トラックやコンピレーション・アルバム『Skynyrd Collectybles』（2000年）が初出の別テイク4トラックも含む24曲入りとなり、ケヴィン・エルソンとマイク・ウィーヴァーがリミックスを行った。2007年9月12日には、ユニバーサル・ミュージック・ジャパンから2001年デラックス・エディション盤と同内容の紙ジャケットCDも発売された。

## 収録曲

### オリジナルLP

#### サイド1
1. ワーキン・フォー・MCA - "Workin' for MCA" (Ed King, Ronnie Van Zant) - 4:38
2. アイ・エイント・ザ・ワン - "I Ain't the One" (Gary Rossington, R. Van Zant) - 3:37
3. サーチング - "Searching" (Allen Collins, R. Van Zant) - 3:51
4. チューズデイズ・ゴーン - "Tuesday's Gone" (A. Collins, R. Van Zant) - 7:39

#### サイド2
1. サタデイ・ナイト・スペシャル - "Saturday Night Special" (E. King, R. Van Zant) - 5:30
2. トラヴェリン・マン - "Travelin' Man" (R. Van Zant, Leon Wilkeson) - 4:08
3. ウィスキー・ロック・ア・ローラー - "Whiskey Rock-a-Roller" (E. King, Billy Powell, R. Van Zant) - 4:14
4. スウィート・ホーム・アラバマ - "Sweet Home Alabama" (E. King, G. Rossington, R. Van Zant) - 6:49

#### サイド3
1. ギミー・スリー・ステップス - "Gimme Three Steps" (A. Collins, R. Van Zant) - 5:00
2. コール・ミー・ザ・ブリーズ - "Call Me the Breeze" (J.J. Cale) - 5:27
3. T・フォー・テキサス - "T for Texas" (Jimmie Rodgers) - 8:26

#### サイド4
1. ザ・ニードル・アンド・ザ・スプーン - "The Needle and the Spoon" (A. Collins, R. Van Zant) - 4:17
2. クロスロード - "Crossroads" (Robert Johnson) - 3:44
3. フリー・バード - "Free Bird" (A. Collins, R. Van Zant) - 11:30

### デラックス・エディション盤
各曲の録音日は下記の通り。
- 7月7日 - #1, #6, #7（ディスク1）／#5, #6, #7, #8（ディスク2）
- 7月8日 - #2, #3, #5, #8, #9, #12, #13（ディスク1）／#3, #4, #9, #10（ディスク2）
- 7月9日 - #4, #10, #11（ディスク1）／#1, #2, #11（ディスク2）

#### ディスク1
1. イントロダクション〜ワーキン・フォー・MCA - "Introduction by Alex Cooley/Workin' for MCA" (E. King, R. Van Zant) - 5:32
2. アイ・エイント・ザ・ワン - "I Ain't the One" (G. Rossington, R. Van Zant) - 3:47
3. サタデイ・ナイト・スペシャル - "Saturday Night Special" (E. King, R. Van Zant) - 5:39
4. サーチング - "Searching" (A. Collins, R. Van Zant) - 4:00
5. トラヴェリン・マン - "Travelin' Man" (R. Van Zant, L. Wilkeson) - 4:37
6. シンプル・マン - "Simple Man" (G. Rossington, R. Van Zant) - 6:56
7. ウィスキー・ロック・ア・ローラー - "Whiskey Rock-a-Roller" (E. King, A. Powell, R. Van Zant) - 4:48
8. ザ・ニードル・アンド・ザ・スプーン - "The Needle and the Spoon" (A. Collins, R. Van Zant) - 4:35
9. ギミー・バック・マイ・ブレッツ - "Gimme Back My Bullets" (G. Rossington, R. Van Zant) - 4:01
10. チューズデイズ・ゴーン - "Tuesday's Gone" (A. Collins, R. Van Zant) - 8:25
11. ギミー・スリー・ステップス - "Gimme Three Steps" (A. Collins, R. Van Zant) - 5:11
12. コール・ミー・ザ・ブリーズ - "Call Me the Breeze" (J.J. Cale) - 5:51
13. T・フォー・テキサス - "T for Texas (Blue Yodel #1)" (Rodgers) - 9:14

#### ディスク2
1. スウィート・ホーム・アラバマ - "Sweet Home Alabama" (E. King, G. Rossington, R. Van Zant) - 7:29
2. クロスロード - "Crossroads" (R. Johnson) - 4:16
3. フリー・バード - "Free Bird" (A. Collins, R. Van Zant) - 14:25
4. ワーキン・フォー・MCA（オルタネイト・テイク）"Introduction by Alex Cooley/Workin' for MCA" (E. King, R. Van Zant) - 5:37
5. アイ・エイント・ザ・ワン（オルタネイト・テイク） - "I Ain't the One" (G. Rossington, R. Van Zant) - 3:52
6. サーチング（オルタネイト・テイク） - "Searching" (A. Collins, R. Van Zant) - 4:13
7. ギミー・スリー・ステップス（オルタネイト・テイク） - "Gimme Three Steps" (A. Collins, R. Van Zant) - 4:42
8. コール・ミー・ザ・ブリーズ（オルタネイト・テイク） - "Call Me the Breeze" (J.J. Cale) - 5:43
9. スウィート・ホーム・アラバマ（オルタネイト・テイク） - "Sweet Home Alabama" (E. King, G. Rossington, R. Van Zant) - 7:27
10. クロスロード（オルタネイト・テイク） - "Crossroads" (R. Johnson) - 4:46
11. フリー・バード（オルタネイト・テイク） - "Free Bird" (A. Collins, R. Van Zant) - 14:48

## 参加ミュージシャン
- ロニー・ヴァン・ザント - ボーカル
- ゲイリー・ロッシントン - ギター
- アレン・コリンズ - ギター
- スティーヴ・ゲインズ - ギター
- ビリー・パウエル - キーボード
- レオン・ウィルクソン - ベース
- アーティマス・パイル - ドラムス

アディショナル・ミュージシャン
- ジョジョ・ビリングスレイ - バッキング・ボーカル
- キャシー・ゲインズ - バッキング・ボーカル
- レスリー・ホーキンス - バッキング・ボーカル
- サム・マクファーソン - ハーモニカ(on "Tuesday's Gone")[1]